# Kredno–paleogeni događaj izumiranja
Kredno–paleogeni (K–Pg) događaj izumiranja, takođe poznat kao Kredno–tercijarno (K–T) izumiranje, bilo je iznenadno masovno izumiranje oko tri četvrtine biljnih i životinjskih vrsta na Zemlji, pre oko 66 miliona godina. S izuzetkom nekih ektotermičnih vrsta, poput džinovskih morskih kornjača i krokodila, nisu preživeli tetrapodi teži od 25 kg. To je označio je kraj perioda krede i time čitave mezozoične ere, otvarajući kenozojsku eru, koja traje i danas.
U geološkom zapisu K–Pg događaj obeležava tanak sloj sedimenta nazvan K–Pg granica, koja se širom sveta može naći u morskim i zemaljskim stenama. Granična glina pokazuje visok nivo metalnog iridijuma, što je retko u Zemljinoj kori, dok njime obiluju asteroidi.

## Uzrok
Kao što je to prvobitno predložio tim naučnika koji su predvodili Luis Alvarez i njegov sin Valter Alvarez 1980. godine, sada se generalno smatra da je K–Pg izumiranje uzrokovano udarom masivne komete ili asteroida širine 10—15 km (6—9 mi), pre 66 miliona godina, kojim je opustošeno globalno okruženje, uglavnom usled dugotrajne zime izazvane udarom, koja je zaustavila fotosintezu u biljkama i planktonu. Hipoteza o uticaju, poznata i kao Alvarezova hipoteza, bila je ojačana otkrićem 180 km širokog kratera Čiksulub na poluostrvu Jukatan Meksičkog zaliva početkom 90-ih godina prošlog veka, koji je pružio ubedljive dokaze da je K–Pg granična glina predstavlja krhotine od udara asteroida. Činjenica da su izumiranja istovremeno odvila pruža snažne dokaze da ih je izazvao asteroid. Projekt bušenja vršnog prstena Čiksuluba iz 2016. godine potvrdio je da on sadrži granit koji je izbačen u toku nekoliko minuta iz dubine zemlje, ali da jedva sadrži gips, uobičajenu stenu koja sadrži sulfat sa morskog dna tog regiona: gips bi isparavao i raspršio se kao aerosol u atmosferu, izazivajući dugoročne efekte na klimu i prehrambeni lanac.
Ostali uzročni ili doprinoseći faktori izumiranja mogu biti Dekanski Trapi i druge erupcije vulkana, klimatske promene i promene nivoa mora.

## Izumrle vrste
Veliki broj vrsta je izumro u K-Pg izumiranju, od kojih je najpoznatija neavijanski dinosaurusi. Takođe je uništeno mnoštvo drugih zemaljskih organizama, uključujući sisare, pterosaure, ptice, guštere, insekte, i biljke. U okeanima, K-Pg izumiranje je ubilo pleziosaure, divovske morske guštere (Mosasauridae) i devastiralo ribe, morske pse, mekušce (naročito amonite, koji su izumrli) i mnoge vrste planktona. Procenjuje se da je nestalo 75% ili više svih vrsta na Zemlji. Ipak, izumiranje je takođe pružilo evolucijske mogućnosti: nakon svog buđenja, mnoge su grupe bile podvrgnute izuzetnom adaptivnom zračenju - nagloj i plodnoj divergenciji u nove oblike i vrste unutar poremećenih i ispraznjenih ekoloških niša. Posebno su sisari uvećali raznolikost u paleogenu, evoluirajući nove forme poput konja, kitova, slepih miševa i primata. Ptice, ribe, i verovatno gušteri su takođe postali raznovrsniji.

## Napomene
1. ↑  The abbreviation is derived from the juxtaposition of K, the common abbreviation for the Cretaceous, which in turn originates from the correspondent German term Kreide, and Pg, which is the abbreviation for the Paleogene.
2. ↑  The former designation includes the term 'Tertiary' (abbreviated as T), which is now discouraged as a formal geochronological unit by the International Commission on Stratigraphy.[1]

## Literatura
- Fortey, Richard (2005). Earth: An Intimate History. New York: Vintage Books. ISBN 978-0-375-70620-2. OCLC 54537112.
- Douglas Preston, "The Day the Earth Died: A young paleontologist makes the find of his life", The New Yorker, 8 April 2019, pp. 52–65. Robert A. De Palma has found strong evidence that the dinosaurs—and nearly all other life on Earth—were indeed wiped out 66 million years ago by the Chicxulub asteroid. The Day the Dinosaurs Died

## Spoljašnje veze
- „The Great Chicxulub Debate 2004”. Geological Society of London. 2004. Приступљено 2. 8. 2007.
- Kring DA (2005). „Chicxulub Impact Event: Understanding the K–T Boundary”. NASA Space Imagery Center. Архивирано из оригинала 29. 6. 2007. г. Приступљено 2. 8. 2007.
- Cowen R (2000). „The K–T extinction”. University of California Museum of Paleontology. Приступљено 2. 8. 2007.
- „What killed the dinosaurs?”. University of California Museum of Paleontology. 1995. Приступљено 2. 8. 2007.
- Papers and presentations resulting from the 2016 Chicxulub drilling project
- De Palma, Robert A.;  . (1. 4. 2019). „A seismically induced onshore surge deposit at the KPg boundary, North Dakota”. PNAS. 116 (17): 8190—8199. Bibcode:2019PNAS..116.8190D. doi:10.1073/pnas.1817407116 .</ref>